# Роджерс, Майк
Майк Роджерс — американский легкоатлет, который специализируется в беге на 100 метров. Серебряный призёр чемпионата мира в помещении 2010 года в беге на 60 метров.
Первыми крупными соревнованиями стал чемпионат мира в помещении 2008 года, где он занял 4-е место в беге на 60 метров. На чемпионате США 2012 года занял 4-е место с результатом 9,94 и тем самым не вошёл в олимпийскую сборную.
Личный рекорд на 60 метров — 6,48, на 100 метров — 9,85.

## Достижения
Золотая лига
- 2008:  Bislett Games — 10,04 s

Бриллиантовая лига
- 2010:  Weltklasse Zürich — 10,12
- 2011:  Shanghai Golden Grand Prix — 10,01
- 2011:  Prefontaine Classic — 9,85
- 2011:  Herculis — 9,96
- 2011:  London Grand Prix — 10,04
- 2012:  Shanghai Golden Grand Prix — 10,08
- 2012:  Adidas Grand Prix — 9,99
- 2013:  Qatar Athletic Super Grand Prix — 9,99
- 2013:  Prefontaine Classic — 9,94
- 2013:  Athletissima — 9,96